# Aniulus dorophor
Aniulus dorophor är en mångfotingart som beskrevs av Chamberlin 1940. Aniulus dorophor ingår i släktet Aniulus och familjen Parajulidae. Inga underarter finns listade i Catalogue of Life.